# 부평구문화재단

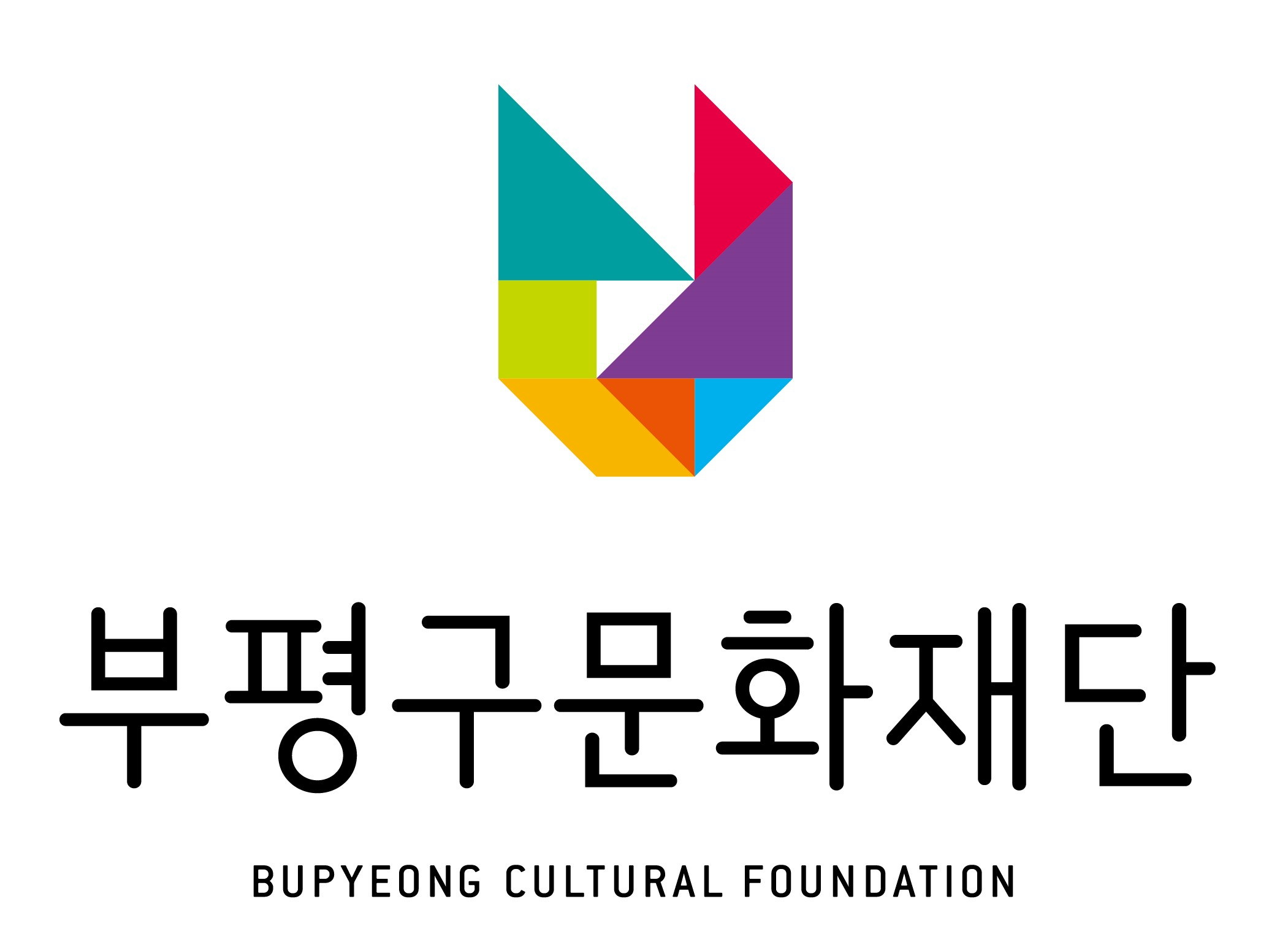
부평구문화재단 로고

(재)인천광역시부평구문화재단(영어: Bupyeong-gu Cultural Foundation)은 부평의 문화예술진흥을 도모하고 부평구민의 문화복지 증진을 위해 2006년 설립된 재단이다. 독립된 지역 문화예술 전문기관으로서 지역문화를 능동적으로 수용·발전시키고, 부평아트센터, 부평구립도서관 6개관, 부평문화도시센터, 부평구청소년수련관, 부평구청소년성문화센터, 부평상권르네상스센터, 부평구청소년꿈나래터를 운영하며 전문인력 양성, 생활 속 문화예술활성화, 지역문화예술진흥과 부평구민의 문화복지 증진을 위해 노력하고 있다. 
- 「지역문화진흥법」 제19조(지역문화재단 및 지역문화예술위원회의 설립 등)

- 「민법」 제32조(비영리법인)

- 인천광역시 부평구 「지역문화진흥조례」 제12조(부평구문화재단의 설립 등)

- 문화예술교육: 영유아, 어린이, 청소년, 성인, 중장년을 아우르는 생애주기별 문화예술교육 프로그램 운영
- 공연 및 축제: 부평아트센터, 부평문화사랑방 등에서 다수의 공연 및 축제 개최 및 구립예술단(부평구립여성합창단·부평구립풍물단·부평구립소년소녀합창단) 활동
- 대관 사업: 부평아트센터, 부평생활문화센터, 부평문화사랑방, 문화공간 시소·음악마루, 지하철역사문화공간 등 대관 사업
- 부평구립도서관 운영: 부개도서관, 삼산도서관, 부평기적의도서관, 청천도서관, 갈산도서관, 부개어린이도서관 6개관 운영
- 위탁기관 운영: 부평구청소년수련관, 부평구청소년성문화센터, 부평상권르네상스센터, 부평구청소년꿈나래터 운영

2022년
- 11.21. 제6대 이찬영 대표이사 취임
- 08.17. 문화공간 시소 개소식
- 06.10. 부평상권르네상스센터 사업 개시
- 04.19. 부평상권르네상스센터 위.수탁 계약 체결

2021년
- 01.07. 법정 문화도시 지정

2020년
- 12.04. 제5대 이영훈 대표이사 취임(연임)
- 12.01. 여성가족부 가족친화기관 재인증

2019년
- 12.30. 「문화도시 지정사업」 예비도시 선정

2018년
- 12.04. 제4대 이영훈 대표이사 취임

- 02.27. 2018년 무지개다리 사업 추진기관 선정

2017년
- 12.01. 여성가족부 가족친화기관 인증
- 04.01. BP음악산업센터 개관
- 03.08. 부평생활문화센터 공감168 개관
- 02.01. 조직통합(3본부, 2개 위탁기관)

2016년
- 11.28. 예술경영 우수사례 우수 전문예술법인 인증
- 03.29. 문화드림 시민회원 출범

2015년
- 07.18. 제3대 박옥진 대표이사 취임(연임)
- 06.10. 부평자동차공업사간 업무협약 체결
- 04.21. 2016년 문화특화 지역조성(문화도시) 공모사업 선정
- 01.15. (재)인천광역시부평구문화재단 후원회 출범
- 01.01. 조직통합(사무국·부평아트센터·부평구문화사랑방)

2014년
- 12.04. 부평구 구립예술단(구립소년소녀합창단·구립여성합창단·구립풍물단) 위·수탁 운영계약 체결
- 11.28. 부평구립도서관 위·수탁 운영계약 체결
- 07.16. 인천대학교 인문대학 및 문화대학원간 상호협력 및 교류 협약 체결
- 01.24. 가천대학교 산업협력단간 업무협약 체결

2013년
- 12.31. 부평구문화사랑방 위·수탁 운영계약 체결
- 08.09. 부평구청소년수련관 위·수탁 운영계약 체결
- 08.01. 부평구청소년성문화센터 위·수탁 운영계약 체결
- 07.18. 제2대 박옥진 대표이사 취임
- 06.30. 부평역사박물관 위탁 종료
- 04.12. 청천도서관 개관
- 03.26. 부평아트센터·십정뜨란채아파트간 업무협약 체결

2012년
- 12.28. 부평아트센터 위·수탁 운영계약 체결
- 09.13. 부개도서관 개관
- 09.05. 전문예술법인 지정
- 05.30. 부평아트센터·부평서중학교간 업무협약 체결
- 05.24. 부평아트센터·인천국제교류센터간 업무협약 체결
- 05.07. 삼산도서관 개관

2011년
- 12.29. 부평구문화사랑방 위·수탁 운영계약 체결
- 11.23. 부평구청소년수련관 개관
- 10.19. 한길안과간 업무협약 체결
- 10.17. 초대 이명숙 대표이사 취임
- 07.15. 부평구청소년수련관 위·수탁 운영계약 체결
- 07.14. 갈산도서관 개관
- 07.14. 부개어린이도서관 개관
- 05.02. 부평구공공도서관 위·수탁 운영계약 체결

2010년
- 10.15. 부평 삶의 문학상 공모
- 08.30. 인천광역시 부평구 관광기념품 2차 공모
- 04.02. 부평아트센터 개관
- 02.02. 인천광역시 부평구 관광기념품 1차 공모

2009년
- 06.25. 부평아트센터 위·수탁 운영계약 체결
- 04.01. 부평 삶의 문학상 공모
- 01.21. 인천광역시 부평구 관광기념품 공모

2008년
- 07.25. 부평 삶의 문학상 공모
- 01.21. 인천광역시 부평구 관광기념품 공모

2007년
- 03.29. 부평역사박물관 개관
- 01.01. 인천광역시부평구문화재단 업무개시

2006년
- 12.18. 부평역사박물관·부평기적의도서관 위·수탁 운영계약 체결
- 12.04. 인천광역시부평구문화재단 설립허가 및 등기
- 10.12. 인천광역시부평구문화재단 설립 발기인 총회

2005년
- 12.04. 인천광역시부평구문화재단 설립 및 운영에 관한 조례제정
- 03.21. 설립 타당성 연구용역 발주

이사장
대표이사 - 이사회
운영본부
- 기획경영본부
- 문화사업본부
- 도서관본부
- 문화도시센터

위탁기관
- 청소년수련관
- 청소년성문화센터
- 부평상권르네상스센터
- 부평구청소년꿈나래터

시민과 함께 삶이 문화가 되는 도시를 만듭니다.
부평구는 2016년부터 부평 음악·융합도시 조성사업(문화체육관광부 문화특화지역조성사업)을 추진하며 다양한 계층의 시민과 소통해온 결과 2021년 1월 문화체육관광부로부터 제2차 법정 문화도시에 지정되었다.
시민과 소통하여, 시민이 주도하는 문화다양성과 문화거버넌스, 지속가능한 지역문화 생태계, 지역 선순환의 문화일자리 창출을 통해 문화도시로 발돋움하기 위한 다양한 사업을 추진하고 있다.
부평구문화재단 - 공식 웹사이트 
1. ↑  시민이 공감하고 즐기는 도시문화의 고유성과 창조력을 바탕으로 미래지향적 사회성장구조와 지속가능한 도시발전체계를 갖춘 법정 지정도시

(출처: 한국문화관광연구원, 2019 문화도시 추진계획)